# Kurt von Rozynski

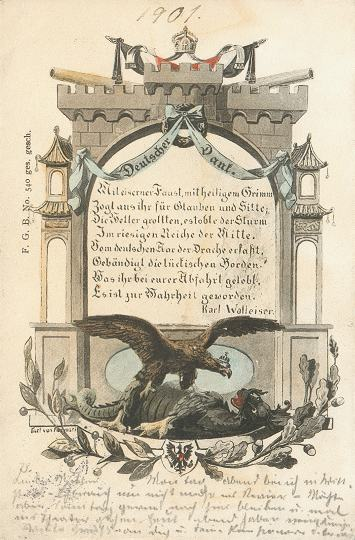
Postkarte von 1901, graphische Gestaltung von Kurt von Rozynski zu einem Gedicht von Karl Walleiser

Kurt von Rozynski (* 1. Juni 1864 in Schippenbeil in Ostpreußen; † 12. November 1940) war ein deutscher Genremaler und Illustrator.

## Leben
Rozynski studierte an der Akademie der bildenden Künste in Königsberg. Mindestens von 1895 bis 1937 lebte er in Berlin. Rozynski malte Genrebilder und Musikerdarstellungen und illustrierte unter anderem Werke von Christian Wagner und Karl Walleiser. Er arbeitete außerdem als Illustrator für das Töchter-Album und für Herzblättchens Zeitvertreib. auch seine Darstellungen von Musikern wie etwa Richard Wagner oder Ludwig van Beethoven wurden im Druck verbreitet. Ein Bild Rozynskis zur Mondscheinsonate befindet sich in Bonn im Beethovenhaus.